# Mülayim Erdem
Mülayim Erdem (* 10. Januar 1987 in İstanbul) ist ein türkischer Fußballspieler. Mülayim Erdem ist der Neffe des ehemaligen Galatasaray-Spielers Arif Erdem.

## Karriere

### Verein
Erdem kam im İstanbuler Stadtteil Zeytinburnu auf die Welt. Mit dem Vereinsfußball begann er 2000 in der Jugend von Istanbuler Traditionsvereine Galatasaray. Da sein Onkel Arif Erdem zu dieser Zeit zu den wichtigsten Spielern Galatasarays zählte, entschied sich auch er sich für diesen Verein. 2003 erhielt er hier zwar einen Profivertrag, spielte aber weiterhin für die Jugend- bzw. Reservemannschaft. Zum Start der Spielzeit 2003/04 wurde er in den Profikader aufgenommen und absolvierte ein Erstligaspiel. Die nächsten zwei Spielzeiten spielte er ausschließlich für die Reservemannschaft, nahm aber auch am Training der Profis teil und hatte auch eine Spielberechtigung für die Profiligen.
Um ihm Spielpraxis in einer Profiliga zu ermöglichen, wurde er für die Spielzeit 2006/07 an den Zweitligisten Istanbul Büyüksehir Belediyespor ausgeliehen. Ausschlaggebend für diesem Wechsel war der Umstand, dass der Trainer Istanbul BB, Abdullah Avcı, zuvor in der Nachwuchsabteilung von Galatasaray tätig war und hier u. a. Erdem trainierte. Beim Zweitligisten sammelte der Mittelfeldspieler Spielerfahrung und schaffte mit der Mannschaft den Aufstieg in die Süper Lig. Zur neuen Spielzeit wurde Erdem erneut ausgeliehen, diesmal an den Zweitligisten Orduspor. 2008/09 folgte die dritte Leihperiode und Erdem gelangte in den Kader von Gaziantep Büyükşehir Belediyespor.
Im Sommer 2009 verließ der Mittelfeldakteur Galatasaray endgültig und unterzeichnete beim unterklassigen Verein Yalovaspor. Nachdem er für Yalovaspor zwei Spielzeiten tätig gewesen war, wechselte er innerhalb der Liga zu Kızılcahamamspor.

### Nationalmannschaft
Erdem durchlief von der türkischen U-16 bis zur U-20 alle Jugendnationalmannschaften der Türkei. Mit der türkischen U-17-Nationalmannschaft nahm er an der U-17-Fußball-Europameisterschaft 2004 teil, schied aber mit seinem Team bereits in der Vorrunde aus.

## Erfolge
- Mit Galatasaray İstanbul
  - Türkischer Meister: 2005/06
  - Türkischer Pokalsieger: 2004/05

- Mit İstanbul Büyükşehir Belediyespor:
  - Vize-Meisterschaft der TFF 1. Lig: 2006/07
  - Aufstieg in die Süper Lig: 2006/07

- Mit Türkische U-17-Nationalmannschaft:
  - Teilnahme an der  U-17-Europameisterschaft: 2004